# Gilda Dalla Rizza
Gilda Dalla Rizza (ur. 2 października 1892 w Weronie, zm. 4 lipca 1975 w Mediolanie) – włoska śpiewaczka operowa, sopran.

## Życiorys
Studiowała u Alerano Ricciego w Bolonii, gdzie zadebiutowała w 1912 roku jako Charlotte w Wertherze Jules’a Masseneta. W 1915 roku wystąpiła w La Scali, zdobywając uznanie rolą Jarosławny w Kniaziu Igorze Aleksandra Borodina. Śpiewała też w Buenos Aires w tytułowych rolach w Iris Pietro Mascagniego i Manon Lescaut Giacomo Pucciniego. Zachwycony jej głosem Puccini specjalnie dla niej napisał rolę Magdy w operze Jaskółka (premiera Monte Carlo 1917), przewidywał ją też do roli Liu w Turandot, której jednak ostatecznie nie zaśpiewała. W latach 1923–1939 związana była z mediolańską La Scalą. Uczestniczyła w prapremierowych przedstawieniach oper Il piccolo Marat Pietro Mascagniego (1921) i Giulietta e Romeo Riccardo Zandonaia (1922). Od 1939 do 1955 roku uczyła śpiewu w Conservatorio Benedetto Marcello w Wenecji, udzielała też lekcji prywatnie. Do jej uczennic należały Anna Moffo i Gianna d’Angelo. 
Jej mężem był tenor Agostino Capuzzo (1889–1963).